# Super Aguri SA08
Super Aguri SA08 byl čtvrtým a také posledním vozem formule 1 týmu Super Aguri F1, který se účastnil mistrovství světa v roce 2008.

## Popis
Auto závodilo ve čtyřech Grand Prix. Potom tým odešel z formule 1 kvůli finančním problémům. Nejlepším výsledkem vozu SA08 bylo 13. místo Takuma Sató ve španělské Grand Prix.

## Super Aguri
- Model:  Super Aguri SA08
- Rok výroby: 2008
- Země původu: Japonsko
- Konstruktér: Peter McCool
- Debut v F1: Grand Prix Austrálie 2008

## Technická data
- Délka: 4 685 mm
- Šířka: 1 800 mm
- Výška: 950 mm
- Váha: 605 kg (včetně pilota, vody a oleje)
- Rozchod kol vpředu: 1 450 mm
- Rozchod kol vzadu: 1 400 mm
- Rozvor: 3 165 mm
- Převodovka: SAF1 7stupňová poloautomatická sekvenční s elektronickou kontrolou.
- Tlumiče: Showa
- Brzdy: Alcon
- Motor: Honda RA808E
  - V8 90°
  - Objem: 2.400 cm³
  - Výkon: >700cv/19000 otáček
  - Ventily: 32
  - Mazivo: Eneos
  - Palivo: Eneos
  - Vstřikování: Honda PGM-FI
  - Palivový systém: Honda PGM-IG
- Pneumatiky: Bridgestone

## Piloti
- Anthony Davidson - 22. místo 2008 (0 bodů)
- Takuma Sató - 21. místo 2008 (0 bodů)

## Statistika
- 4 Grand Prix
- 0 vítězství
- 0 pole positions
- 0 nejrychlejších kol
- 0 bodů
- 0 x podium
- 0 x 0. řada
- Počet kol v čele závodu : 0 kol
- Počet km v čele závodu: 0 km

## Výsledky v sezoně 2008
| Rok  | Tým         | Motor               | Pneu | Jezdci   | 1   | 2   | 3   | 4   | 5   | 6   | 7   | 8   | 9   | 10  | 11  | 12  | 13  | 14  | 15  | 16  | 17  | 18  | Body | Umístění |
| ---- | ----------- | ------------------- | ---- | -------- | --- | --- | --- | --- | --- | --- | --- | --- | --- | --- | --- | --- | --- | --- | --- | --- | --- | --- | ---- | -------- |
| 2008 | Super Aguri | Honda RA808E 2.4 V8 | B    |          | AUS | MAL | BHR | ESP | TUR | MON | CAN | FRA | GBR | GER | HUN | EUR | BEL | ITA | SIN | JPN | CHN | BRA | 0    | 11.      |
| 2008 | Super Aguri | Honda RA808E 2.4 V8 | B    | Sato     | Ret | 16  | 17  | 13  | WD  |     |     |     |     |     |     |     |     |     |     |     |     |     | 0    | 11.      |
| 2008 | Super Aguri | Honda RA808E 2.4 V8 | B    | Davidson | Ret | 15  | 16  | Ret | WD  |     |     |     |     |     |     |     |     |     |     |     |     |     | 0    | 11.      |